# Igeltjärnen (Järna socken, Dalarna)
Igeltjärnen är en sjö i Vansbro kommun i Dalarna och ingår i Dalälvens huvudavrinningsområde.